# 90 Tauri
90 Tauri (c¹ Tauri) é uma estrela na direção da Taurus. Possui uma ascensão reta de 04h 38m 09.40s e uma declinação de +12° 30′ 39.1″. Sua magnitude aparente é igual a 4.27. Considerando sua distância de 150 anos-luz em relação à Terra, sua magnitude absoluta é igual a 0.96. Pertence à classe espectral A6V. Possui  planetas confirmados. Faz parte do aglomerado aberto Híades.